# Microcharon halophilus
Microcharon halophilus là một loài chân đều trong họ Microparasellidae. Loài này được Birstein & Ljovuschkin miêu tả khoa học năm 1965.